# Alois Ander
Alois Ander (født 10. august 1821, død 11. december 1864) var en böhmisk operasanger og tenor.
Ander tilhørte fra 1845 hofoperaen i Wien og gæstespillede på flere europæiske sangscener, i Stockholm 1855 og 1856. Hans bløde, lyriske tenorstemme skaffede ham stor beundring i samtiden. Hans sangerbane blev forkortet af psykisk sygdom. Han blev 1856 medlem af det kongelige musikakademi i Stockholm.